# 하늘 바라기 (드라마)
《하늘 바라기》는 1995년 1월 2일부터 같은 해 3월 31일까지 방영된 한국방송공사 1TV 일일연속극으로, 일찍 혼자가 된 한 씨와 결혼한 세 아들, 세 며느리 그리고 미혼의 아들·딸들의 이야기를 담았다.

## 등장 인물
- 김소원(한 씨) - 홀어머니
- 김용건(고찬국) - 장남
- 김민정(애경) - 맏며느리, 재벌 딸
- 민욱(고은국) - 차남
- 박정수(미라) - 둘째 며느리, 대학교수
- 송영창(고진국) - 삼남
- 양금석(승연) - 셋째 며느리, 주부
- 최성준(고영국) - 사남
- 곽진영(고연주) - 막내딸
- 박인환(덕배)
- 이일화(고혜련) - 잡지사 여기자
- 이청, 조아라, 장미자, 신영진, 현정애, 문수인

## 결방(1995)
- 2월 21일 : 1995년 다이너스티컵 축구 대한민국 : 일본 중계방송으로 인해 결방
- 3월 2일 : 공사창립 22주년 기념 <KBS 최고가수 대축제> 편성으로 인해 결방

## 참고 사항
- 당초 한진희가 차남 역으로 낙점되었으나[1] SBS 월화드라마 <작별>의 강행군으로 인한 피로로 고사하였다.
- 당초 100부작으로 기획되었지만 전작 <당신이 그리워질때>보다 턱없이 낮은 시청률을 기록하며 뉴스 시청자 확보에 실패하여 63부작으로 조기종영되었다.[2]